# Bella ciao
Bella ciao (IPA: ˈbɛlla ˈtʃaːo, pol. „Żegnaj, piękna”) – pieśń włoskich partyzantów antyfaszystowskich z okresu II wojny światowej. Melodię zapożyczono z pieśni ludowej śpiewanej przez najemnych robotników rolnych na początku XX wieku, autor słów pozostaje nieznany. Obecnie Bella ciao należy do najbardziej znanych na świecie pieśni antyfaszystowskich. Jest również często śpiewana w parlamencie włoskim przez deputowanych partii.

## Historia
Pieśń Bella Ciao była pierwotnie śpiewana jako Alla mattina appena alzata przez pracowników sezonowych na polach ryżowych, zwłaszcza we włoskiej dolinie rzeki Pad od końca XIX wieku do pierwszej połowy XX wieku, z różnymi tekstami.

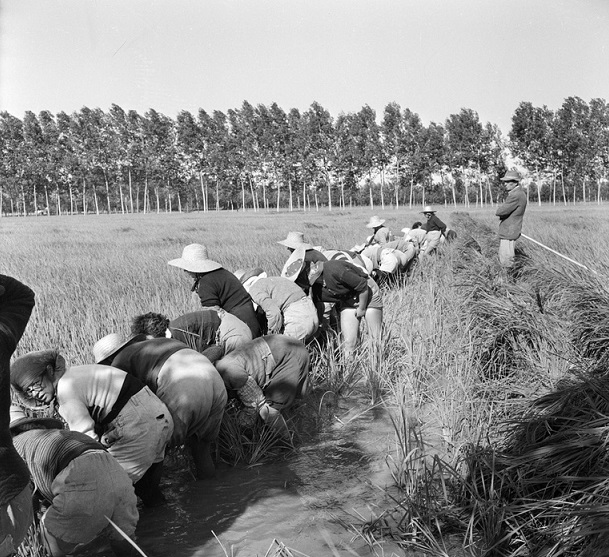
Pracujące kobiety na polach we Włoszech

Pielili oni chwasty na pola ryżowe w północnych Włoszech. Miało to miejsce podczas zalewania pól, od końca kwietnia do początku czerwca każdego roku, kiedy delikatne pędy wymagały ochrony w pierwszych fazach ich rozwoju przed różnicami temperatur między dniem a nocą. Ich praca składała się z dwóch części: przesadzania roślin i przycinania chwastów.

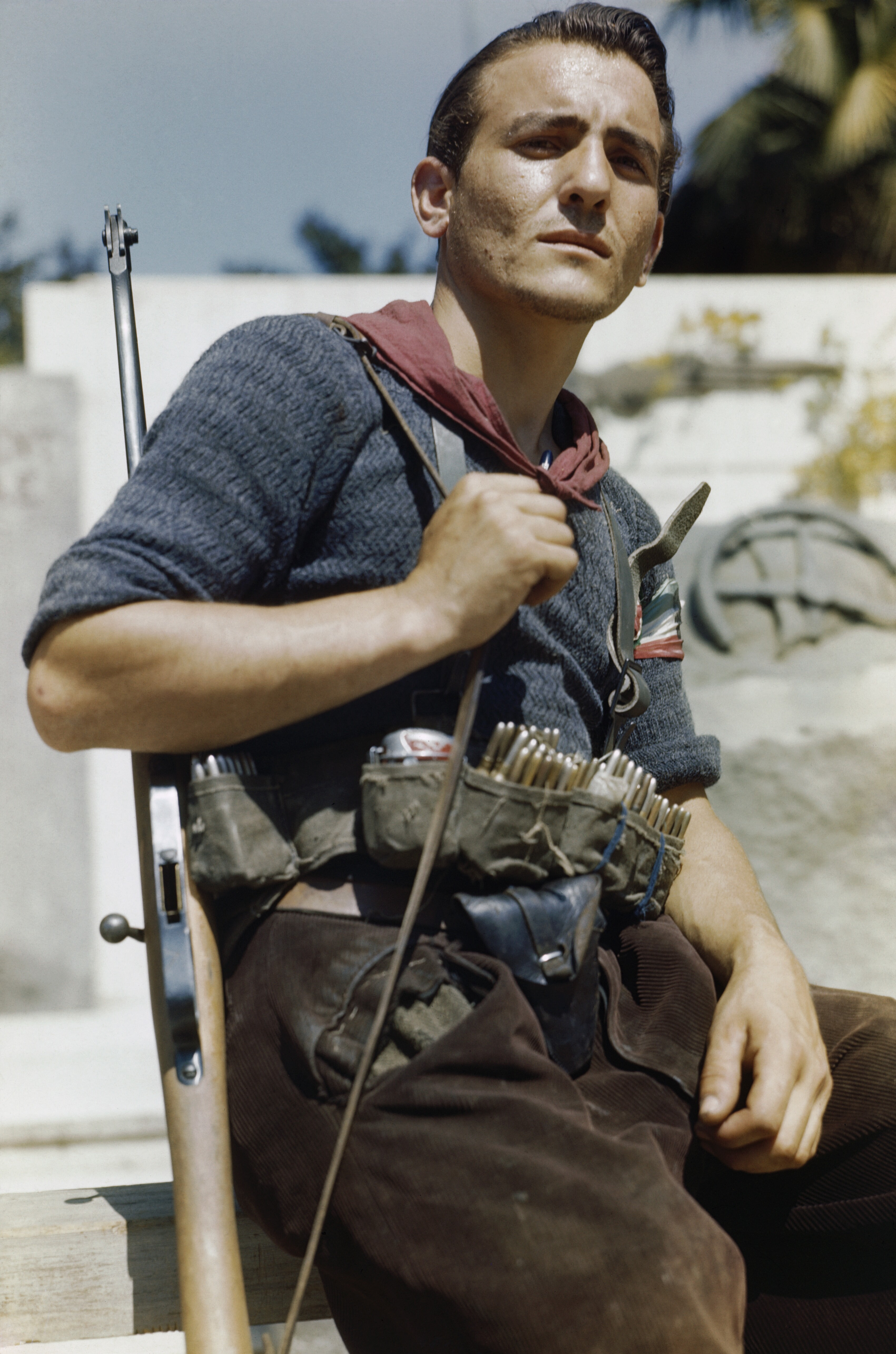
Włoski partyzant we Florencji 14 sierpnia 1944 roku

Monda (pielenia chwastów) była niezwykle męczącym zadaniem, wykonywanym głównie przez kobiety zwane mondinas z najuboższych warstw społecznych. Spędzali całe dni w pracy z bosymi stopami w wodzie po kolana i zgiętymi plecami. Okropne warunki pracy, długie godziny pracy i bardzo niskie płace prowadziły do ciągłego niezadowolenia, a niekiedy do buntowniczych ruchów i zamieszek we wczesnych latach dwudziestego wieku. Walki z nadzorującymi były jeszcze trudniejsze, a wielu robotników gotowych było jeszcze bardziej pójść na kompromis i tak niskie płace tylko po to, by dostać pracę. Oprócz Bella ciao, do podobnych piosenek robotników należały Sciur padrun da li beli braghi bianchi i Se otto ore vi sembran poche.
Inne podobne wersje do Bella ciao pojawiły się na przestrzeni lat. Była to na przykład pieśń Alla mattina appena alzata, która powstałą w drugiej połowie XIX wieku. Najwcześniejsza pisemna wersja pochodzi z 1906 roku i pochodzi z okolic Vercelli w Piemoncie.
Bella ciao została wskrzeszona przez antyfaszystowski ruch oporu we Włoszech w latach 1943-1945. W tym okresie został zmieniony także tekst utworu, jednak jego autor pozostaje nieznany.

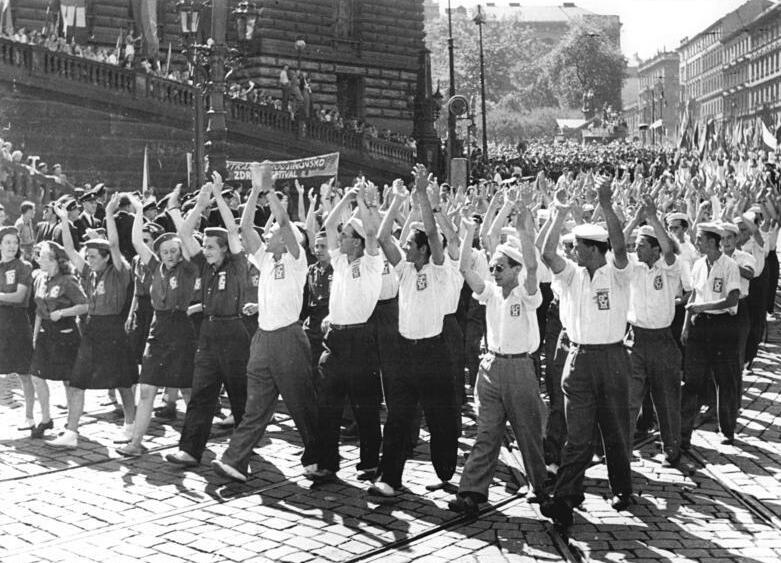
I Światowy Festiwal Młodzieży i Studentów

Szersza publiczność usłyszała pieśń dopiero w 1947 roku w Pradze, kiedy to włoska delegacja zaprezentowała ją w pierwszej edycji Światowego Festiwalu Młodzieży i Studentów.
W kolejnych latach była śpiewana między innymi przez kubańskich rewolucjonistów (którzy zamienili włoskie słowo partigiano na hiszpańskie guerrillero), a także w Związku Socjalistycznych Republik Radzieckich, jako Proszczaj krasawica.
Po II wojnie światowej Bella ciao stała się popularna na terenie Jugosławii. Pieśń śpiewano podczas zajść w Iranie, występuje jako hymn kurdyjskich partyzantów. Znana jest także na terenie Turcji, pod tytułem Çav bella.

## Melodia
Włoska piosenkarka ludowa Giovanna Daffini nagrała pieśń w 1962 roku.

## Tekst pieśni

### Wersja robotników sezonowych
| Język włoski | Tłumaczenie na język angielski |
| --- | --- |
| Alla mattina appena alzata o bella ciao bella ciao bella ciao, ciao, ciao alla mattina appena alzata in risaia mi tocca andar. E fra gli insetti e le zanzare o bella ciao bella ciao bella ciao ciao ciao e fra gli insetti e le zanzare un dur lavoro mi tocca far. Il capo in piedi col suo bastone o bella ciao bella ciao bella ciao ciao ciao il capo in piedi col suo bastone e noi curve a lavorar. O mamma mia o che tormento o bella ciao bella ciao bella ciao ciao ciao o mamma mia o che tormento io t'invoco ogni doman. Ed ogni ora che qui passiamo o bella ciao bella ciao bella ciao ciao ciao ed ogni ora che qui passiamo noi perdiam la gioventù. Ma verrà un giorno che tutte quante o bella ciao bella ciao bella ciao ciao ciao ma verrà un giorno che tutte quante lavoreremo in libertà. | In the morning I got up oh bella ciao, bella ciao, bella ciao, ciao, ciao (Goodbye beautiful) In the morning I got up To the paddy rice fields, I have to go. And between insects and mosquitoes oh bella ciao, bella ciao, bella ciao, ciao, ciao and between insects and mosquitoes a hard work I have to work. The boss is standing with his cane oh bella ciao, bella ciao, bella ciao, ciao, ciao the boss is standing with his cane and we work with our backs curved. Oh my god, what a torment oh bella ciao, bella ciao, bella ciao, ciao, ciao oh my god, what a torment as I call you every morning. And every hour that we pass here oh bella ciao, bella ciao, bella ciao, ciao, ciao and every hour that we pass here we lose our youth. But the day will come when us all oh bella ciao, bella ciao, bella ciao, ciao, ciao but the day will come when us all will work in freedom. |

### Wersja partyzantów
| Język włoski | Tłumaczenie na język polski |
| --- | --- |
| Una mattina mi son svegliato, o bella, ciao! bella, ciao! bella, ciao, ciao, ciao! Una mattina mi son svegliato e ho trovato l’invasor. O partigiano, portami via, o bella, ciao! bella, ciao! bella, ciao, ciao, ciao! O partigiano, portami via, ché mi sento di morir. E se io muoio da partigiano, o bella, ciao! bella, ciao! bella, ciao, ciao, ciao! E se io muoio da partigiano, tu mi devi seppellir. E seppellire lassù in montagna, o bella, ciao! bella, ciao! bella, ciao, ciao, ciao! E seppellire lassù in montagna sotto l’ombra di un bel fior. E le genti che passeranno o bella, ciao! bella, ciao! bella, ciao, ciao, ciao! E le genti che passeranno Mi diranno «Che bel fior!» «È questo il fiore del partigiano», o bella, ciao! bella, ciao! bella, ciao, ciao, ciao! «È questo il fiore del partigiano morto per la libertà!» | Pewnego ranka, gdy się zbudziłem o bella, ciao! bella, ciao! bella, ciao, ciao, ciao! (Żegnaj, piękna) Pewnego ranka, gdy się zbudziłem Spotkałem wroga w kraju mym hej partyzancie, weź mnie ze sobą o bella, ciao! bella, ciao! bella, ciao, ciao, ciao! hej partyzancie, weź mnie ze sobą Bo czuję powiew śmierci już A jeśli umrę jako partyzant o bella, ciao! bella, ciao! bella, ciao, ciao, ciao! A jeśli umrę jako partyzant Chcę byś pochował godnie mnie Pogrzeb mnie w górach, tam hen, wysoko o bella, ciao! bella, ciao! bella, ciao, ciao, ciao! Pogrzeb mnie w górach, tam hen, wysoko Gdzie piękny kwiat swój kładzie cień Wszyscy co przejdą i będą patrzeć o bella, ciao! bella, ciao! bella, ciao, ciao, ciao! Wszyscy co przejdą i będą patrzeć Powiedzą: „Jaki piękny kwiat!” Kwiat ten należy do partyzanta o bella, ciao! bella, ciao! bella, ciao, ciao, ciao! „Kwiat ten należy do partyzanta Co życie swe za wolność dał” |

## Wersje

### Wersja Yves'a Montanda (1964)
Jednym z pierwszych wersji „Bella ciao” był, wydany w 1964 roku, singel francuskiego aktora i piosenkarza Yves'a Montanda o tym samym tytule. Utwór zdobył dużą popularność, opublikowany w 2018 roku na serwisie YouTube ma prawie milion wyświetleń.
Notowania
- Tygodniowe

| Terytorium | Notowanie            | Pozycja | Źr.    |
| ---------- | -------------------- | ------- | ------ |
| Belgia     | Ultratop 50 Wallonia | –       | [ 16 ] |

### Wersja do serialuDom z papieru(2018)
W 2018 roku, wraz z powstaniem 2. sezonu serialu Dom z papieru (La casa de papel), został opublikowany utwór „Bella ciao” w wydaniu Manu Pilasa. Wersja ta nie dostała się do oficjalnych list przebojów, jednak zajęła wysokie miejsca w listach mediów streamingowych, m.in. Spotify.
W wielu państwach, m.in. w Polsce czy Niemczech szczególnie popularny stał się remiks niemieckiego DJ Hugla.
Notowania
| Terytorium                                                | Oryginał | Hugel Remix |
| --------------------------------------------------------- | -------- | ----------- |
| Austria                                                   | –        | 2           |
| Belgia                                                    | –        | 44          |
| Bułgaria                                                  | 114      | –           |
| Cypr                                                      | –        | 64          |
| Czechy                                                    | 31       | –           |
| Egipt                                                     | 84       | –           |
| Filipiny                                                  | 117      | –           |
| Francja                                                   | –        | 13          |
| Grecja                                                    | 185      | 98          |
| Indie                                                     | 30       | –           |
| Izrael                                                    | –        | 125         |
| Litwa                                                     | 70       | –           |
| Luksemburg                                                | –        | 35          |
| Malezja                                                   | 197      | –           |
| Malta                                                     | 47       | –           |
| Niemcy                                                    | –        | 4           |
| Polska                                                    | 60       | 124         |
| Rumunia                                                   | 57       | –           |
| Serbia                                                    | –        | 135         |
| Słowacja                                                  | 87       | 148         |
| Szwajcaria                                                | –        | 37          |
| Turcja                                                    | 137      | –           |
| Węgry                                                     | 95       | –           |
| Włochy                                                    | –        | –           |
| Zjednoczone Emiraty Arabskie                              | 91       | –           |
| „–” oznacza, że singiel nie był notowany na danej liście. |          |             |